# Jürgen Krug
Jürgen Krug (* 1944 in Leipzig) ist ein deutscher Sportwissenschaftler und Hochschullehrer.

## Leben
Krug studierte Sportwissenschaft an der Deutschen Hochschule für Körperkultur (DHfK) in Leipzig und schloss das Studium 1970 ab, anschließend absolvierte er ein Zweitstudium an der Universität Leipzig und erlangte 1976 ein Diplom in Mathematik/Rechentechnik. 1977 schloss er an der DHfK seine Doktorarbeit (Thema: „Modelle des Lernprozesses und Lernstoffes im Gerätturnen zur Analyse der Fertigkeitsentwicklung und Ableitung von Lernschrittfolgen“) ab. Seine Habilitation, welche 1983 zum Ende gebracht wurde, behandelte „Gegenwärtige und prognostische Leistung im Gerätturnen: dargestellt am Beispiel der Elemente mit Flugphase“.
Ab 1984 war Krug am DHfK als Hochschullehrer tätig und trat 1988 eine Professorenstelle für Theorie und Methodik des Trainings am Leipziger Institut für Körperkultur und Sport an. Nach der Abwicklung der DHfK nach der Wiedervereinigung war er als Teil der Gründungsgruppe am Neuaufbau der Sportwissenschaft an der Universität Leipzig beteiligt. 1997 wurde Krug an der Sportwissenschaftlichen Fakultät der Universität Leipzig Professor für Allgemeine Bewegungs- und Trainingswissenschaft, er übernahm das Amt des Direktors des Instituts Allgemeine Bewegungs- und Trainingswissenschaft der Sportwissenschaftlichen Fakultät. 1998 weilte er als Gastprofessor am Institut für Sportwissenschaft der Universität Innsbruck.
Von 2002 bis 2010 war Krug Dekan der Sportwissenschaftlichen Fakultät der Universität Leipzig sowie zwischen 2002 und 2010 Mitglied des Senats. Von 1995 bis 2003 war Krug Sprecher der „Sektion Trainingswissenschaft“ innerhalb der Deutschen Vereinigung für Sportwissenschaft. Von 1996 bis 2003 saß er im Vorstand der Internationalen Gesellschaft für Biomechanik im Sport, von 1992 bis 2010 war er Mitglied im Kuratorium des Instituts für Mechatronik in Chemnitz. Als Chefredakteur betreute er die Leipziger Sportwissenschaftlichen Beiträge, gehörte dem Beirat der Deutschen Zeitschrift für Sportmedizin (1997 bis 2011) sowie der Redaktion der Zeitschrift Leistungssport (1997 bis 2012) an. Er übernahm darüber hinaus den Vorsitz des Vereins zur Förderung der Sportwissenschaft an der Universität Leipzig.
2012 gehörte Krug zu den Gewinnern der Leipziger Universitätsmedaille. Anlässlich seines 70. Geburtstags im Jahr 2014 wurde Krug in einer Festschrift als „das womöglich bekannteste Gesicht der sportwissenschaftlichen Fakultät Leipzig“ bezeichnet. Im Januar 2015 wurde ihm bei der Sächsischen Sportgala des Landessportbundes Sachsen der Preis für das Lebenswerk verliehen.
Gemeinsam mit Dietrich Harre und Günter Schnabel war Krug Herausgeber des Werkes Trainingslehre – Trainingswissenschaft, mit Schnabel zudem des Buches Bewegungslehre – Sportmotorik. 2003 brachte er mit Thomas Müller das Buch Messplätze. Messplatztraining. Motorisches Lernen heraus. Er beschäftigte sich mit dem Wirken Kurt Meinels und leitete zahlreiche Forschungsprojekte unter anderem zu Untersuchungen in den Sportarten Wasserspringen, Gerätturnen sowie im Sportspiel. Er leitete insgesamt 20 Forschungsprojekte, die von der Deutschen Forschungsgemeinschaft (DFG) sowie vom Bundesinstituts für Sportwissenschaft gefördert wurden. Krug betreute mehr als 20 Doktoranden und neun Habilitationen.